# Особая офицерская рота ставки главнокомандующего ВСЮР
Особая офицерская рота ставки главнокомандующего ВСЮР — подразделение Вооружённых сил на Юге России, выполнявшее роль охраны безопасности главнокомандующего Белыми войсками на Юге России генерал-лейтенанта А. И. Деникина.

## История
После занятия 3 августа 1918 года Екатеринодара добровольцами, из 1-го Офицерского генерала Маркова полка было выделено около 100 первопоходников на формирование Особой роты при Ставке командующего армией для ее охраны и несения почётных караулов.
По сведениям подполковника-марковца В.Е. Павлова, «рота эта получила ту же форму, что и полк генерала Mapкова, но с заменой белых кантов и просветов на погонах — оранжевыми. Черный и оранжевый — цвета Георгиевской ленты…»
После образования ВСЮР 11 февраля 1919 года генерал-лейтенант А. И. Деникин приказал сформировать Особую офицерскую Ставки Главнокомандующего Вооружёнными Силами на Юге России роту. 12 мая приказом Главнокомандующего №868 её командиром был назначен 1-го Офицерского генерала Маркова полка капитан Савельев. Затем его сменил штабс-капитан Бетлинг. Рота всегда находилась при штабе Деникина и в боях никогда не участвовала. Как и многие части Добровольческой армии, рота оказалась «офицерской» только по названию и начальному составу; впоследствии в ней были и солдаты.

## Униформа
Приказом Главнокомандующего № 682 от 10 апреля 1919 года были утверждены положение и форма одежды Особой Офицерской роты. Рота предназначалась для охраны Главкома, формировалась по штату, объявленному ранее (приказ Главнокомандующего № 382), комплектовалась «чинами из числа раненных, отбывших походы в составе частей Добровольческой армии» и находилась в ведении коменданта Главной квартиры Штаба Главкома. 
Обмундирование включало: фуражку с жёлтой тульей и чёрным околышем (у офицеров бархатным, у солдат суконным) с чёрными же кантами; гимнастёрку или френч коричневого цвета (видимо, подразумевался английский хаки, имевший коричневатый оттенок) с пуговицами под цвет основной ткани; тёмно-синие шаровары с жёлтым кантом; шинель солдатского образца; погоны для офицеров — из чёрного бархата с жёлтыми просветами и кантами, солдатские — чёрного сукна с жёлтыми кантами; унтер-офицерские нашивки из золотого галуна; пуговицы на всех погонах — золотые; петлицы на шинелях — из чёрного бархата для офицеров, из сукна для солдат, с жёлтым кантом и золотой пуговицей.